# 澳大利亚陆军第2装甲师
第2装甲师是二战期间澳大利亞陸軍的一个装甲部队。该师原为1921年在维多利亚和南澳大利亚组建的第2骑兵师，并于1942年初转变为摩托化师，并于当年晚些时候改为第2装甲师。作为一个后备部队，该师一直驻守在澳大利亚本土，在1943年中期解散之前没有参加过战斗。

## 历史
该师成立于1921年，最初名为第2骑兵师。该师司令部位于维多利亚州和南澳大利亚，师主力部队由第3、第5和第6骑兵旅组成。 第5骑兵旅在两次世界大战期间解散。第二次世界大战爆发后，师部搬迁至吉朗。1941年12月，日本参战后，该师被征召，以在日本入侵澳大利亚时保卫通往墨尔本的道路。其组成单位——第4和第20摩托化团——分布在斯托尼福德和托基之间，并组织成两个临时编队：托基部队和科朗米特部队。1942年初，第4步兵师接任前线防御任务，第2骑兵师成为师部直属部队，集中在莱斯特菲尔德。 
1942年3月，该师更名为第2摩托化师，总部设在奥克利。第6摩托化旅（前身为第6骑兵旅）于5月于阿德莱德加入该师的编制，并于6月重组为第6装甲旅。8月，该师搬到了罗克比，也就是在这个时候，该师被重新命名为第2装甲师。 

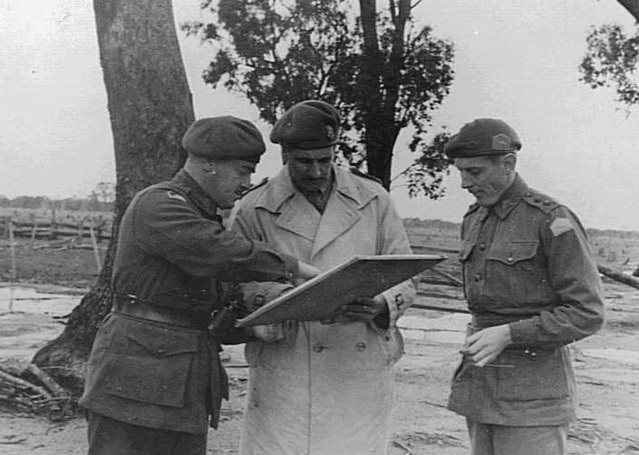
第2装甲师军官在查看地图

作为一个装甲师，它由一个装甲旅（下辖三个装甲团）和一个摩托旅（下辖三个摩托团）组成，该师由一个装甲车团提供支援。 它的装甲团配备了M3格兰特中型坦克和M3斯图尔特轻型坦克。1942年10月，陆军装甲编队进行了一次重大改组，当时第3摩托化旅被重新分配到第1装甲师，并被派往西澳大利亚执行驻守任务。1943年2月中旬，在罗克比附近，该师报告其兵员总数为466名军官和7,315名士兵，这是该师解散前的最高兵力。 
随着入侵威胁过去，陆军注意力的焦点转向丛林战。至1943年，陆军三个装甲师的作用逐渐减弱。此时，由于前线人力短缺，指挥部需要重新分配人员并逐步减少澳大利亚的装甲部队。最终，第2装甲师于1943年2月19日解散。

## 第2装甲师战斗序列

### 成立之初
作为装甲编队成立后，该师包括：  
- 师部
- 第6装甲车团
- 第2装甲信号团
- 第6装甲旅
  - 第12装甲团
  - 第13装甲团
  - 第14装甲团
  - 第9摩托化团
  - 第3装甲侦察中队
- 第3摩托化旅
  - 第4摩托化团
  - 第26摩托化团
  - 第101摩托化团
- 师直属工兵
- 师炮兵
  - 第22野战炮团，澳大利亚皇家炮兵
  - 第105反坦克炮团，澳大利亚皇家炮兵
- 师直属服务和行政部队

### 解散时
在解散时，第2装甲师包括：  
- 师部
- 第6装甲车团
- 第2装甲信号团
- 第6装甲旅
  - 第12装甲团
  - 第13装甲团
  - 第14装甲团
  - 第9摩托化团
  - 第3装甲侦察中队
- 第2摩托化旅
  - 第15摩托化团
  - 第17摩托化团
  - 第20摩托化团
- 师直属工兵
- 师炮兵
  - 第22野战炮团，澳大利亚皇家炮兵
  - 第105反坦克炮团，澳大利亚皇家炮兵
- 师直属服务和行政部队

## 脚注
1. ↑  Grey 2008，第125頁.
2. ↑  Palazzo 2001，第91頁.
3. 1 2 3  McKenzie-Smith 2018，第2055頁.
4. ↑  Hopkins 1993，第104頁.
5. ↑  Hopkins 1971，第7–9頁.
6. 1 2  AWM52 1/5/34/2: January – March 1943, May 1943.
7. ↑  Hopkins 1993，第125頁.
8. 1 2  Hopkins 1993，第326頁.
9. ↑  Hopkins 1993，第325頁.
10. ↑  AWM52 1/5/34/1: October – December 1942.